# Tom Erling Kårbø
Tom Erling Kårbø (* 4. Februar 1989) ist ein norwegischer Leichtathlet, der über 3000 Meter Hindernis an den Start geht.

## Sportliche Laufbahn
Tom Erling Kårbø bestreitet seit 2007 Wettkämpfe im Hindernislauf. Damals siegte er bei den Norwegischen U20-Meisterschaften auf der 2000-Meter-Distanz. Den Titel gelang es ihm ein Jahr später erfolgreich zu verteidigen. Auch nahm er 2008 erstmals an den Norwegischen Meisterschaften über die Enddistanz von 3000 Meter teil, die er auf dem fünften Platz mit Bestzeit von 9:35,21 min beendete. 2009 gewann er die Bronzemedaille bei den Norwegischen Meisterschaften. Ab 2010 studierte und trainierte er in den USA und steigerte sich in jenem Jahr auf eine Zeit von 8:52,97 min. 2011 wurde Kårbø zum zweiten Mal in Folge Norwegischer Vizemeister. Im Juli trat er bei den U23-Europameisterschaften in Ostrava an. Dabei steigerte er seine Bestzeit im Vorlauf auf 8:42,40 min und zog in das Finale ein. Darin erreichte er als insgesamt Achter das Ziel. 2012 siegte er erstmals bei den Norwegischen Meisterschaften. Den Titel konnte er in den zwei folgenden Jahren jeweils erfolgreich verteidigen. Zudem siegte er auch in den Jahren 2016 uns 2018.
2014 steigerte sich Kårbø im Mai auf eine Zeit von 8:39,54 min und konnte damit im August bei den Europameisterschaften in Zürich an den Start gehen. Dort reichten seine 8:42,33 min als Achter seines Vorlaufes nicht aus, um in das Finale einziehen zu können. 2015 nahm er an der Universiade im koreanischen Gwangju teil, bei der er im Hindernislauf als Zehnter das Ziel erreichte. 2016 nahm er in Amsterdam erneut an den Europameisterschaften teil, konnte allerdings, wie schon zwei Jahre zuvor, nicht in das Finale einziehen. Ein Jahr darauf steigerte er seine Bestzeit auf 8:34,19 min, bevor er 2018 erstmals unter der Marke von 8:30,00 min blieb und dies in mehreren Wettkämpfen bestätigte. Im August trat er bei den Europameisterschaften in Berlin an und erreichte diesmal das Finale, in dem er den elften Platz belegte. 2019 gelang es Kårbø, der von Beruf Lehrer ist, sich im letzten Anlauf mit Bestzeit von 8:27,67 erstmals für Weltmeisterschaften zu qualifizieren. Unterstützung erhielt er dabei von Gjert Ingebrigtsen, dessen Söhne erfolgreiche Mittelstreckenläufer sind. Im September trat er im Vorlauf in Doha bei Weltmeisterschaften an. Darin lief er mit 8:27,01 min persönliche Bestzeit, schaffte aber dennoch nicht den Sprung in die nächste Runde.
2022 trat Kårbø zum zweiten Mal bei den Weltmeisterschaften. Im Vorlauf stellte er in 8:26,12 min eine neue Bestzeit auf, schied allerdings als Achter seines Laufes vorzeitig aus. Einen Monat später startete er bei den Europameisterschaften in München. Wie bereits vier Jahre zuvor in Berlin erreichte er das Finale. Diesmal belegte er den zwölften Platz.
Kårbø gewann bislang insgesamt acht norwegische Meistertitel, sieben über 3000 Meter Hindernis (2012–2014, 2016, 2018, 2021–2022) und einen in der Halle über 3000 Meter (2014).

## Wichtige Wettbewerbe
| Jahr                 | Veranstaltung             | Ort                  | Platz                | Disziplin            | Zeit                 |
| Startet für Norwegen | Startet für Norwegen      | Startet für Norwegen | Startet für Norwegen | Startet für Norwegen | Startet für Norwegen |
| -------------------- | ------------------------- | -------------------- | -------------------- | -------------------- | -------------------- |
| 2011                 | U23-Europameisterschaften | Ostrava              | 8.                   | 3000 m Hindernis     | 8:46,96 min          |
| 2014                 | Europameisterschaften     | Zürich               | 19.                  | 3000 m Hindernis     | 8:42,33 min          |
| 2015                 | Universiade               | Gwangju              | 10.                  | 3000 m Hindernis     | 8:47,81 min          |
| 2016                 | Europameisterschaften     | Amsterdam            | 16.                  | 3000 m Hindernis     | 8:42,72 min          |
| 2018                 | Europameisterschaften     | Berlin               | 11.                  | 3000 m Hindernis     | 8:42,91 min          |
| 2019                 | Weltmeisterschaften       | Doha                 | 25.                  | 3000 m Hindernis     | 8:27,01 min          |
| 2022                 | Weltmeisterschaften       | Eugene               | 23.                  | 3000 m Hindernis     | 8:26,12 min          |
| 2022                 | Europameisterschaften     | Berlin               | 12.                  | 3000 m Hindernis     | 8:33,57 min          |

## Persönliche Bestleistungen
Freiluft
- 3000 m: 8:02,49 min, 22. August 2018, Bergen
- 3000 Meter Hindernis: 8:26,12 min, 15. Juli 2022, Eugene

Halle
- 3000 m: 8:07,23 min, 11. Februar 2017, Gent